# Walenty Ponikowski
Walenty Ponikowski, ps. „Walek” (ur. 10 stycznia 1908 w Koprzywnicy, zm. 12 września 1985 w Kołobrzegu) – członek konspiracyjnej organizacji „Odwet” w czasie II wojny światowej, żołnierz oddziału partyzanckiego AK „Jędrusie”, starszy sierżant czasu wojny.

## Życiorys

### Okres przedwojenny
Pochodził z wielopokoleniowej rodziny rzemieślników szewskich. Urodził się 10 stycznia 1908 w Koprzywnicy jako czwarte dziecko Jana i Walerii z Mazurkiewiczów. Do wybuchu II wojny światowej był członkiem Rzemieślniczego Cechu Kombinacyjnego w Koprzywnicy, pomagał w gospodarstwie ojca i zarazem pracował zarobkowo przy regulacji rzek Wisły, Koprzywianki oraz Czarnej.  

### Okres II wojny światowej
Po wybuchu II wojny światowej zgłosił się do wojska jako ochotnik. Po porażce września 1939 powrócił w rodzinne strony. W styczniu 1940 przystąpił do założonej przez Władysława Jasińskiego ps. „Jędruś” konspiracyjnej organizacji „Odwet". Zaprzysiężony i przeszkolony do walk leśnych, wywiadu oraz kolportażu tajnej prasy przyjął pseudonim „Walek”. Wraz z powołaniem przez Władysława Jasińskiego grupy bojowo-dywersyjnej „Jędrusie” został jej aktywnym członkiem. Pozostał takim również po śmierci jej założyciela i objęciu dowództwa przez Józefa Wiącka ps. „Sowa”. W okresie działania grupy brał udział w większości akcji zbrojnych i sabotażowych (tzw. „angryfach”), a także wykonywaniu wyroków śmierci na konfidentach. Wśród ważniejszych akcji z jego udziałem znajdują się między innymi: 
- rozbicie więzienia w Opatowie (12 marca 1943),
- rozbicie więzienia w Mielcu (29 marca 1943),
- likwidacja bandy rabunkowej „Kozodoja” (12 maja 1943),
- obrona pacyfikowanej przez hitlerowców wsi Strużki (3 czerwca 1943),

a także:
- akcja na Komunalną Kasę Oszczędności w Staszowie (27 stycznia 1942),
- akcje na magazyn i Bank Społem w Mielcu (5 lutego 1942 i 27 listopada 1942),
- akcja na bank w Sandomierzu (11 kwietnia 1942),
- akcja na bank w Bodzentynie (27 kwietnia 1942),
- akcja na Bank Rolny w Pacanowie (15 października 1942),
- akcja na stację kolejową w Bogorii (13 grudnia 1942),
- akcja na młyn w Wiązownicy (23 stycznia 1943).

W maju 1944 wyznaczony do przyjęcia spadochroniarzy radzieckich walczących później o przyczółek baranowsko-sandomierski przeprowadził ich w bezpieczne miejsce. W sierpniu 1944  został zatrzymany przez czołówkę Armii Czerwonej. Dzięki pomocy lokalnych mieszkańców został oswobodzony. W dniu 15 stycznia 1945 został jednak ponownie zatrzymany – tym razem przez NKWD. Wywieziony wraz niemieckimi jeńcami do Krakowa ostatecznie trafił do łagru w rejonie przyległym do Rostowa nad Donem, w którym przebywał od dnia 18 marca 1945 do dnia 15 kwietnia 1945. Z łagru podjął nieudaną próbę ucieczki. Zatrzymany w dniu 21 kwietnia 1945 trafił do więzienia, w którym przebywał przez miesiąc. Następnie – na 22 dni - ponownie trafił do łagru. W lipcu 1945 został skierowany transportem jenieckim do prac przymusowych w okolicach Przemyśla. 3 sierpnia 1945 podjął kolejną, tym razem udaną próbę ucieczki z transportu.

### Okres powojenny
Ukrywając się przed komunistycznymi władzami, udał się na zachód Polski, skąd miał wyjechać za granicę. Z nieznanych przyczyn pozostał w kraju i powrócił w rodzinne strony, gdzie podejmował działania konspiracyjne w tworzących się strukturach zrzeszenia Wolność i Niezawisłość. Został jednak zatrzymany w dniu 29 kwietnia 1946 przez funkcjonariuszy  Urzędu Bezpieczeństwa Państwowego. Po brutalnym śledztwie został między innymi skazany na 15 lat pozbawienia wolności. Warunkowo zwolniony po 10 latach na krótko powrócił w rodzinne strony. Pozostając pod czujnym okiem służb wyjechał na Wybrzeże Gdańskie, gdzie ożenił się. Po odzyskaniu praw publicznych, pomimo swoich poglądów został członkiem ZBOWiD. Z uwagi na swoją AK-owską przeszłość i poglądy został wykluczony z szeregów tej organizacji. Niemalże równocześnie negatywnie rozpatrzono wniosek o nadanie srebrnego Orderu Virtuti Militari. Do końca swojego życia bezskutecznie walczył o rehabilitację swojej osoby. 
Za walkę z okupantem został uhonorowany dwukrotnie Krzyżem Walecznych (Londyn), Krzyżem Armii Krajowej (Londyn), Krzyżem Partyzanckim (Warszawa), czterokrotnie Medalem Wojska (Londyn), odznaczeniem La Croix de Partisan (Paryż),  La Croix du Merite (Paryż), Honorową Odznaką Żołnierza AK Korpusu “Jodła” i Odznaką Żołnierzy Okręgu Radomsko-Kieleckiego. Zmarł 12 września 1985 w Kołobrzegu. Spoczywa na cmentarzu Gdańsk-Oliwa. 